# Longitud
|  | Per a altres significats, vegeu «Longitud (desambiguació)». |

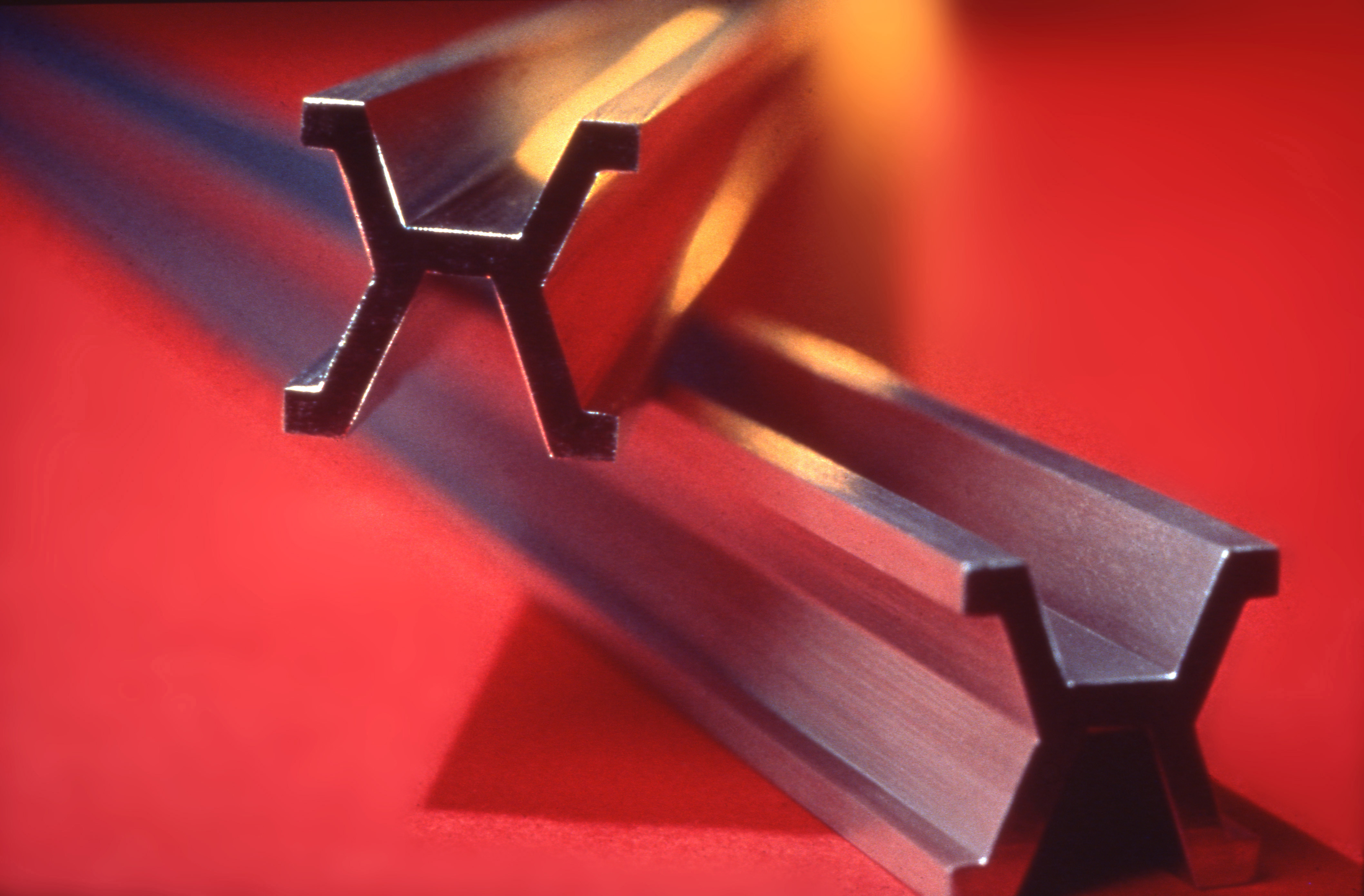
Imatge de la barra de platí-iridi utilitzada com a patró del metre entre 1889 i 1960.

La longitud és la dimensió que correspon a la llargària d'un objecte; la llargada d'una cosa, d'una superfície. La longitud d'un objecte és la distància entre els seus extrems, la seva extensió linear mesurada de principi a fi. En el llenguatge comú s'acostuma a diferenciar entre altura quan hom refereix a una longitud vertical i amplària quan hom parla d'una longitud horitzontal; en aquest sentit també s'utilitza el terme llargària. En física i en enginyeria, el mot longitud és sinònim de "distància", i s'acostuma a utilitzar el símbol {\displaystyle l} o {\displaystyle L} per representar-la.
La longitud és considerada habitualment com una de les magnituds físiques fonamentals, en tant que no pot ser definida en termes d'altres magnituds mesurables. Tanmateix la longitud no és una propietat intrínseca de cap objecte atès que, segons la teoria especial de la relativitat (Albert Einstein, 1905) dos observadors podrien mesurar el mateix objecte i obtenir resultats diferents.
La longitud és una mesura d'una dimensió, mentre que l'àrea és una mesura de dues dimensions (longitud quadrada) i el volum és una mesura de tres dimensions (longitud cúbica). En molts sistemes de mesura la longitud és una unitat fonamental, de la qual deriven d'altres.

## Dimensions dels objectes

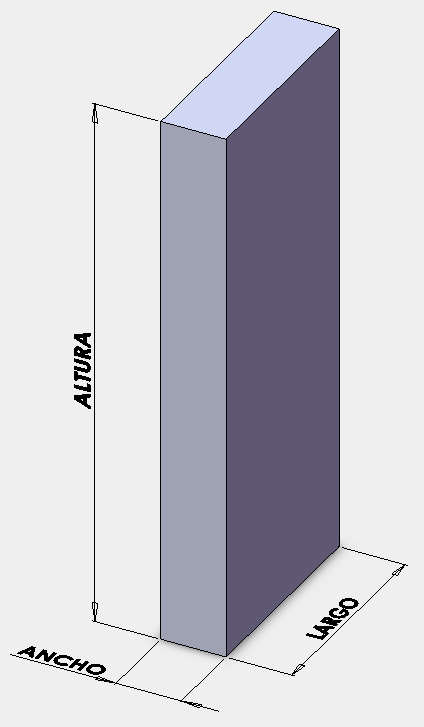
Un paral·lelepípede amb cotes a les tres dimensions: amplària, alçària i fondària

En objectes multidimensionals, sovint el nom de les tres mides longitudinals s'utilitza per a distingir sense ambigüitat entre els tres eixos. En general: 
- Llargària: normalment s'agafa la longitud més llarga de l'objecte sense importar la posició de l'observador.
- Alçària: normalment s'agafa la longitud vertical de la superfície frontal de l'objecte, tal com ho veu l'observador.
- Amplària: normalment s'agafa la longitud més curta de l'objecte o bé la mida horitzontal de la superfície frontal tal com ho veu l'observador.
- Profunditat: normalment s'agafa la longitud perpendicular a la superfície frontal real o imaginària o el front de "tornada", tal com ho veu l'observador (sense importar la magnitud comparada amb les altres mides).

 Exemples :
- A la vida quotidiana, les dimensions de tot allò que té una part frontal (un moble, un electrodomèstic, un equip informàtic, etc.), es solen especificar amb amplària, alçària i fondària (ample x alt x profund), que són una definició intrínseca a la posició relativa de l'observador, encara que òbviament totes siguin el mateix: unitats de longitud.

Per exemple, en aquest context, es parla de l'amplada dels prestatges i de la profunditat d'un moble com una mesura que complementa la superfície frontal visible d'un espai-eix per a la descripció de les tres dimensions.

## Unitats de longitud
Hi ha diferents unitats de mesura que són utilitzades per mesurar la longitud, i d'altres que ho foren en el passat. Les unitats de mesura es poden basar en la longitud de diferents parts del cos humà, la distància recorreguda en nombre de passes, la distància entre punts de referència o punts coneguts de la Terra, o arbitràriament a la longitud d'un determinat objecte.
La distància entre dos punts es pot mesurar amb l'ajut d'un regle graduat i es pot expressar en fraccions o en múltiples d'una determinada unitat de longitud. Per mesurar un objecte es faria coincidir els extrems de l'objecte amb la graduació del regle i visualment apreciarem la mesura.
Al Sistema Internacional d'Unitats (SI), la unitat bàsica de longitud és el metre i es defineix amb relació a la velocitat de la llum. El centímetre i el quilòmetre, deriven del metre i són unitats utilitzades habitualment. A partir del micròmetre (nanòmetre, picòmetre, femtòmetre) ja no es pot utilitzar la llum visible per determinar la mesura d'un objecte a causa del problema de la difracció, per tant s'han d'utilitzar altres tipus de radiacions. Cal tenir en consideració que la llum visible té una longitud d'ona d'uns 500 nm (nanòmetres).
En el cas de les distàncies extremadament petites, habituals en els camps de la química o la física atòmica, s'utilitzen estructures naturals com a patrons en comptes del metre, com per exemple àtoms, partícules elementals o nuclis atòmics que presenten longituds invariables. Unitats habituals són l'Àngstrom, el Radi de Bohr o la Longitud de Planck.
Les unitats que s'utilitzen per expressar distàncies a la immensitat de l'espai, a l'astronomia, són molt més grans que les que s'utilitzen habitualment a la Terra i es basen en el temps que triga la llum a recórrer la línia recta que separa dos objectes, són entre d'altres la unitat astronòmica, l'any llum o el parsec.

### Múltiples i submúltiples de metre
Es poden utilitzar prefixos per anomenar múltiples o submúltiples del metre.
| Factor | Nom                  | Símbol |  | Factor | Nom        | Símbol |
| 10−1   | decímetre            | dm     |  | 10¹    | decàmetre  | dam    |
| 10−2   | centímetre           | cm     |  | 10²    | hectòmetre | hm     |
| 10−3   | mil·límetre          | mm     |  | 103    | quilòmetre | km     |
| 10−6   | micròmetre           | µm     |  | 10⁶    | megàmetre  | Mm     |
| 10−9   | nanòmetre            | nm     |  | 10⁹    | gigàmetre  | Gm     |
| 10−12  | picòmetre            | pm     |  | 1012   | teràmetre  | Tm     |
| 10−15  | femtòmetre (o fermi) | fm     |  | 1015   | petàmetre  | Pm     |
| 10−18  | attòmetre            | am     |  | 1018   | exàmetre   | Em     |
| 10−21  | zeptòmetre           | zm     |  | 1021   | zettàmetre | Zm     |
| 10−24  | yoctòmetre           | ym     |  | 1024   | yottàmetre | Ym     |

També existeixen altres unitats relacionades amb el metre que no formen part del Sistema Internacional
- àngstrom (Å) = 10-10 metres. És una unitat utilitzada per a mesurar radis atòmics.

### Altres unitats de longitud
Llista d'altres unitats de longitud:
- alna: l'alna o vara de València, de 906 mm, és molt semblant a la iarda, de 914,4 mm.
- any llum (al): unitat usada en astronomia.
- cana  o canya: la primera unitat unificada a Akkad; antiga unitat de la Corona d'Aragó.
  - L'any 1436, segons el Llibre del mostassà de Barcelona, calia mesurar les teles de la manera següent:

[1436, abril, 18. Barcelona]
Sobre lo Canar en lo Taulell.
```
Ara hoiats totom generalment per manament del honorable Mostaçaf de barçelona que com per vigor de certes ordinations en lo passat per consellers e promens de la dita Ciutat fetes e, ab veu de crida publicades per los llocs acostumats de la dita ciutat a XXI. del mes de Maig del any M.CCCC.XXXIIII. tots draps axi de or com de Ceda, Taffatans, Terçanells,xamallots, e per qualsevol ley,Canamasseria, fustanis, Coto (fol. XXIII v.) Del Canar. Cotonines,e, altres qualsevol draps de semblant o altres qualsevol ley o specia, e, altres coses acostumades de canar a 
cane de barçelona
. Daci avant hagen e sien tenguts de canar de pla sobre taulell canant e, posant la cana en lo mig dels dits draps e, no per les vores sots ban de X lliures barçelonesas segons en les dites ordinations es pus llargament contengut. E, apres de les dites ordinations E praticant aquelles sien exits alguns contraris en lo canar en la dita forma les draps de lli. Telas, Canamasseria, Fustanis, Cotonnies, e altres draps, de semblant specia Per ço ordenaren los dits Consellers e, promens de la dita Ciutat que daci avant tots los draps de Li, Teles, de qualsevol ley Canamasseria, Fustanis, Cotonimes, e,altres qualsevol draps de semblant o altra qualsevol ley o, specia se hagen a canar per vora ab cana redona en lo passat ordenada ab agullo en lo cap i en lo mig del cap de la Cana e, no en altra manera axi que daci avant sessen canar las propdites coses de pla, e sobre tauler per lo mig e, ab Cana Cairada e, qui contrafara pagara cascu e per cascuna vegada que contrafara X lliures barçelonesas en aço no son entesos draps de or, de Ceda, Taffatans, Terçanells, e de qualsevol altra especia o, ley semblants los quals sots semblant ban se hagen a canar de pla sobre taulell ab cana cayrada, e,posant la cana en lo mig dels dits e no per les vores. Fonc publicada a XVIII. de Abril .M.CCCCXXXVI.
```

- colze o colzada: unitat antiga.
- llegua: unitat d'origen celta.[4][5]
  - Any 1556. Precisió sobre la llegua valenciana de 4 milles.[6]

| «                                                                  | "Los magnifichs Jurats e Racional de la Ciutat de Valencia, excepto Berenguer, lo qual era exempt, ajuntats en la cambra del consell secret: ...Per ço, pera que de así avant se lleve tota manera de dubte, proveheixen que una llegua de terra tinga en si quatre milles; e cascuna milla mil pasos geometrichs; e cascun pas geometrich cinch peus; e cascun peu quatremans; e cascuna ma quatre dits; e cascun dit quatre grans de ordi ben granat." | » |
| — Manual de Consells de la ciutat de València. 19 de juny de 1556. | |   |

- milla: unitat anglosaxona.
- parsec (pc): unitat usada en astronomia.
- iarda (yd). És una unitat de longitud del sistema anglosaxó, definida com 3 peus, 36 polzades o 1/1760 milles, i que equival exactament a 0.9144 metres en la definició internacional moderna. En anglès s'anomena yard.
- peu ('): unitat anglosaxona (30,5 cm)
- polzada ("): unitat anglosaxona. És una mesura equivalent a 2,54 centímetres, més o menys la longitud de la primera falange del dit polze.
- vara. Una vara és una antiga unitat de longitud catalana de dimensions variables segons la zona.
- estadi. L'estadi és una de les unitats de longitud de l'antiga Grècia. Com era habitual a l'antiguitat no hi ha una sola mesura per l'estadi, sinó que en trobem diverses.
- unitat astronòmica (UA): unitat usada per a mesurar distàncies en el sistema solar.

Algunes equivalències amb metres són:
- 1 estadi = 185,2 metres
- 1 estadal = 3,34 metres[7][8]
- 1 cana o canya = 8 pams, 6 peus o 2 passos, que són: 1m 55,5cm = 1.555 mm.[9][10]
- 1 vara = 0,7 metres
- 1 polzada = 0,254 metres
- 1 peu = 0,3048 metres
- 1 milla terrestre = 1.609 metres
- 1 milla nàutica = 1.852 metres

## Longitud de barres en moviment
Mentre que la longitud d'una barra en repòs es pot mesurar per comparació directa amb una barra de mesurament, aquesta comparació no es pot efectuar mentre la barra està en moviment, a causa de qüestions relativistes. En aquest cas, es defineix la seva llargada en moviment com la distància entre els seus dos extrems en un moment determinat.
La distància recorreguda per la llum en 1/299.792.458 segons és la longitud estàndard.
Si les línies d'univers dels dos extrems de la barra expressats en les coordenades d'un marc de referència inercial {\displaystyle R\,} inertial reference frame són
{\displaystyle \mathbf {x} _{1}(t)=(t,x_{1}(t),y_{1}(t),z_{1}(t))\,}
i
{\displaystyle \mathbf {x} _{2}(t)=(t,x_{2}(t),y_{2}(t),z_{2}(t)),\,}
aleshores la longitud de la barra en aquest marc de referència en el moment {\displaystyle t\,} és 
{\displaystyle l_{R}(t)={\sqrt {\left(x_{2}(t)-x_{1}(t)\right)^{2}+\left(y_{2}(t)-y_{1}(t)\right)^{2}+\left(z_{2}(t)-z_{1}(t)\right)^{2}}}.}
Com que en la relativitat especial la relació de la simultaneïtat depèn del marc de referència escollit, la longitud de les barres en moviment també en depèn.

## Mesura de la longitud
La longitud és una magnitud que cal mesurar en moltes circumstàncies i que té implicacions pràctiques molt diverses. Des de temps històrics fins a l'actualitat. Les implicacions poden ser diverses: 
- De tipus legal:
  - longitud de la fulla de les espases o armes blanques.[11][12]
  - longitud dels canons dels pedrenyals[13]
  - amplària màxima de vehicles automòbils[14]
  - alçària màxima de vehicles automòbils
- Relacionades amb reglaments esportius:
  - Salt de longitud o d'altura
  - Eslora, mànega d'un veler
  - Llargària del pal d'un veler
  - Batalla d'un automòbil de F1
- Associades a un aspecte comercial:
  - Llargària d'una corda d'escalada
  - Longitud de fil
  - Longitud de teixit

En física, l'escala de longitud és un valor particular de la longitud o de la distància determinada amb la precisió d'un ordre (o d'alguns ordres) de magnitud. Diversos fenòmens tenen lloc a diverses escales de longitud. Les longituds típiques de tots els fenòmens que passen a la mateixa escala d'energia són comparables. L'observació que diversos fenòmens s'organitzen segons la seva escala de longitud (o, el seu equivalent, escala d'energia) associada és una de les idees bàsiques del grup de renormalització.

### Mètodes de mesura

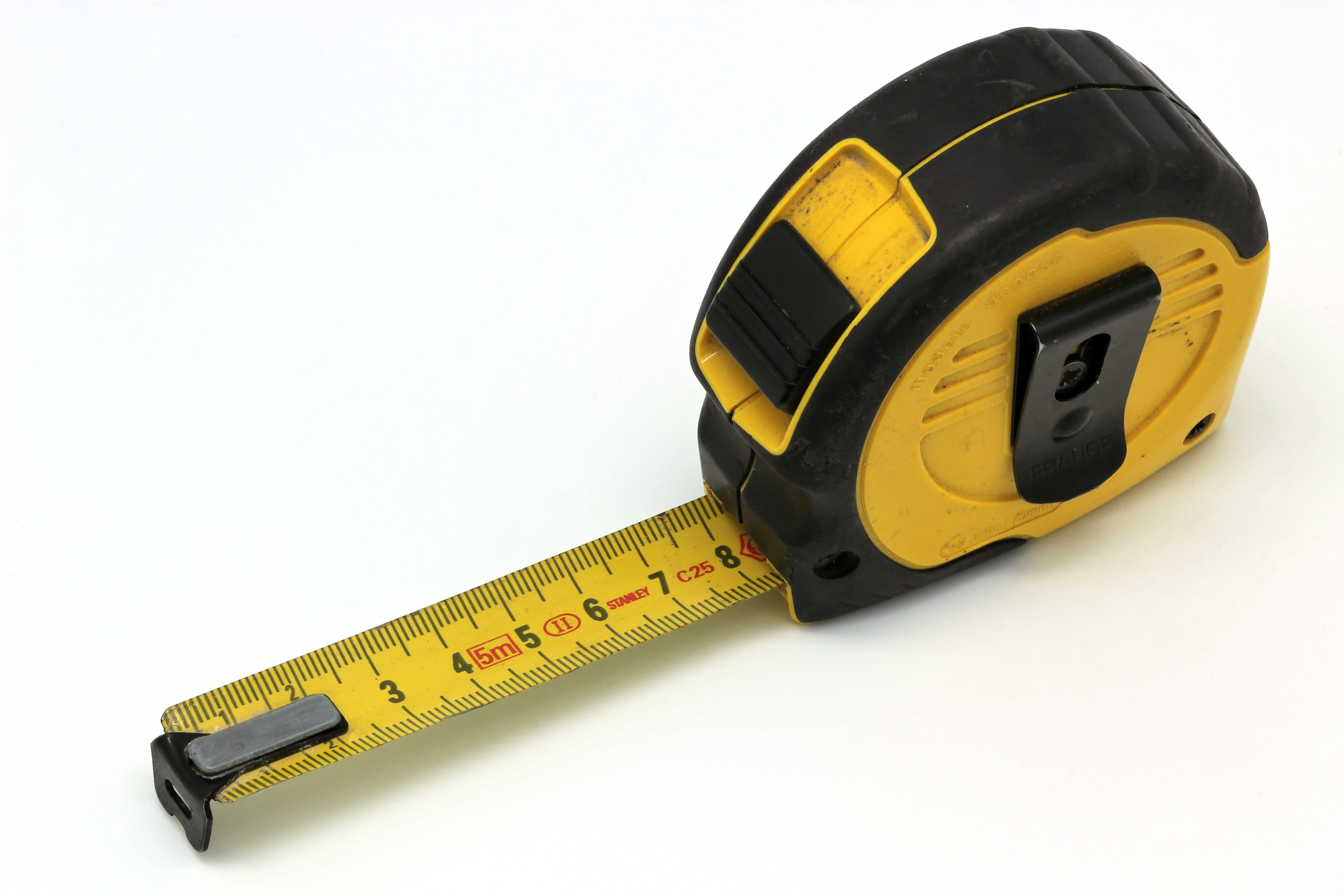
Cinta mètrica extensible.

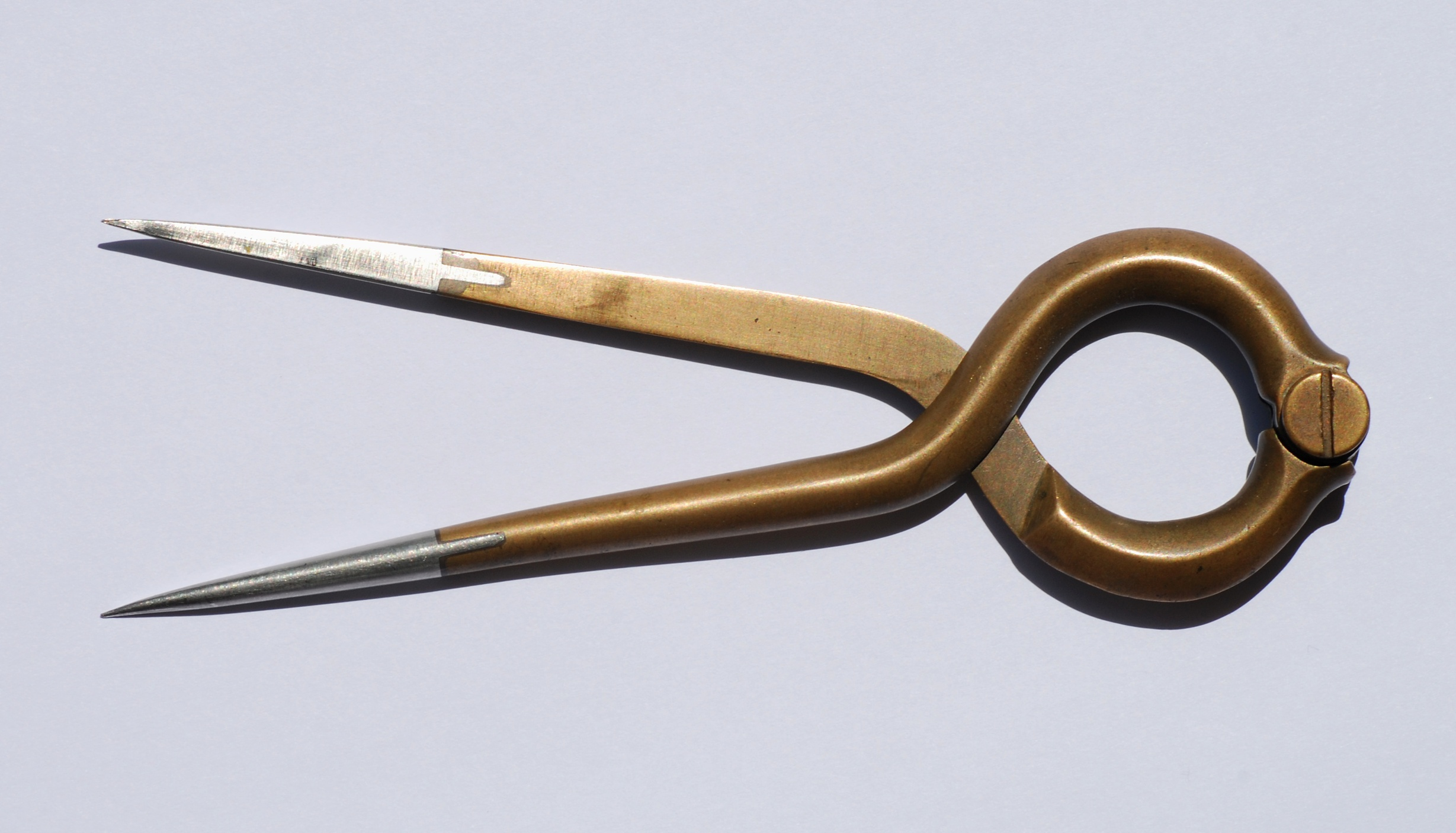
Compàs de puntes per a cartes marines (sestes)

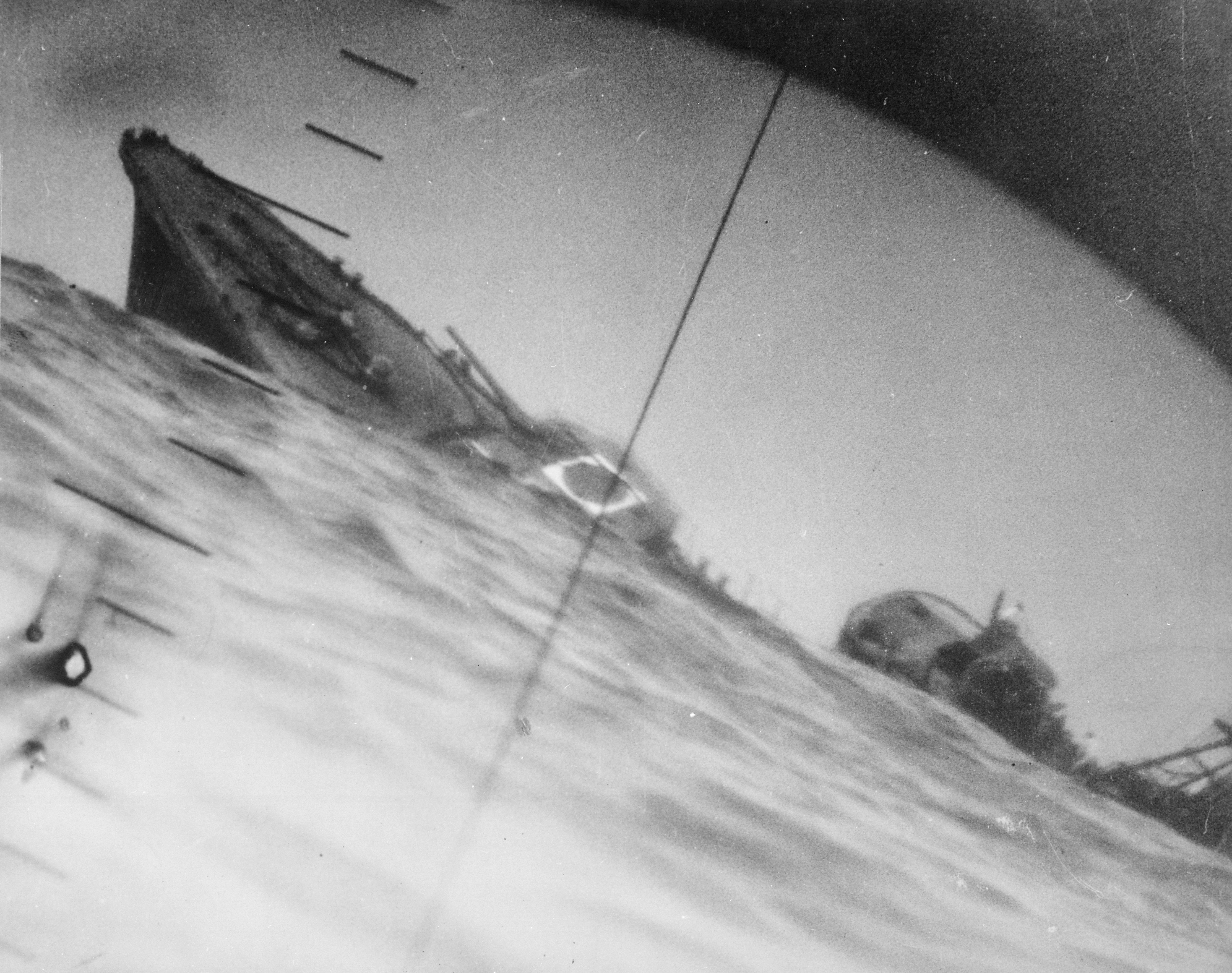
Un destructor japonès torpedinat enfonsant-se, fotografiat des del periscopi del submarí USS Wahoo o l'USS Nautilus, el juny de 1942. La retícula del periscopi permet estimar distàncies.

Els mètodes de mesura són diversos. En molts casos la mesura es pot fer per comparació directa. En altres casos, quan la longitud a mesurar és molt petita o molt gran, la mesura és de tipus indirecte.

#### Mesura directa
- Per comparació directa amb una cinta mètrica, un regle graduat, un cordill d'agrimensor, una cadena d'agrimensor, un peu de rei, un micròmetre, un escandall,
- Per comparació d'un objecte petit o microscòpic amb una escala o reticle graduat mirant (o fotografiant o filmant) amb l'ajut d'un microscopi.

#### Mesura amb transport
Hi ha dos casos a considerar del mètode de mesura per transport.
- Quan hom no disposa de cap instrument de mesura directa, és possible marcar la longitud que interessa en una peça auxiliar (cordill, vareta, paper…) i mesurar-la directament en un moment posterior.
- En algunes activitats en les que seria possible mesurar directament la longitud amb un instrument, tradicionalment es transporta amb un compàs adequat.
  - En les cartes de navegació, les milles es mesuren amb un compàs, transportant la distància cap a l'escala de la carta. Associats a les cartes portolanes en general (i a l'Atles Català en particular) hi havia compassos de puntes com l'esmentat, tradicionalment anomenats “sestes” en català.[15][16]

| « | Mossen Olfo: com nos desigem haver la carta de navegar complida ab tot son arrendament e sestes, per ço us pregam que ns tremetats la dita carta be feta e devisada ab son levant e ponent, en que sia especialment tot l estret e quan fer se puixa del dit ponent e del dit estret anant vers ponent, car d aço ns farets plaer assenyalat, lo qual molt vos grahirem. Dada en Valencia, sots nostre segell secret, a .xxvi. de setembre de l any .mccclxxiii. | » |
| — Carta de l'infant Joan a Olfo de Proixida. Documents per l'historia de la cultura catalana mig-eval. Antoni Rubió i Lluch. Barcelona, 1908. Pàgina 251 | |   |

#### Mesura indirecta
Hi ha molts instruments que permeten mesurar la longitud que interessa de manera indirecta.
- Els mètodes geodèsics i topogràfics tradicionals empraven la triangulació ajudant-se de teodolits i taquímetres òptics.
  - Gemma Frisius fou un dels primers en proposar el mètode de triangulació per a determinar amb precisió les distàncies geogràfiques.
- Els telèmetres òptics i làser són instruments molt coneguts i utilitzats.
- Telèmetre estadimètric
- Instruments òptics amb retícula.

## Longituds específiques amb nom particular

### Estatura
L'estatura fa referència a l'alçada de les persones. S'acostuma a expressar en forma de 1 metre vuitanta (1,80 m) o de 6 peus dues polzades (6 feet 2 inches) en països anglosaxons.

### Alçada
L'alçada dels quadrúpedes, especialment dels cavalls i rucs, es la mesura que va des de la creu o golès fins a terra.
- L'instrument auxiliar per a mesurar l'alçada del cavall s'anomena hipòmetre.[18][19]
- L'alçada dels èquids domèstics es mesurava en dits i pams, segons les unitats de cada regió. En els països anglosaxons es mesurava i mesura en “hands” (1 hand = 4 polzades = 10,2 cm)[20][21][22][23][24]

### Altitud
L'altitud o cota és la distància vertical d'un objecte respecte d'un punt d'origen donat, considerat el “nivell zero”. En termes geogràfics, com a nivell zero es pren el nivell mitjà del mar. En el mapa topogràfic apareixen nombroses cotes d'altitud, generalment en els punts culminants i en llocs d'interès com collades, trencaments de pendent, zones planes, etc. Al costat del valor numèric corresponent a l'altitud, expressada en metres, s'indica un punt que representa la seva localització exacta.
- Els instruments que indiquen l'altitud s'anomenen altímetres.

### Eslora,mànega,puntal,calat
Les dimensions principals d'un vaixell s'associen a una longitud.

### Radi de perill
En activitats perilloses considerades puntuals hi ha una distància mínima de seguretat que cal respectar. El radi de perill és, precisament, aqueixa distància. El cercle determinat indica la zona perillosa, mentre que fora del cercle es considera una zona segura.

### Radi d'abast
El radi d'abast (a vegades simplement abast) es pot definir com la distància màxima que pot atényer un operari, una màquina, una arma ,...etc. des d'una posició central i tot al voltant. Exemples:
- Una mànega per a apagar focs
- Un braç de robot
- Un canó d'artilleria

### Diàmetre de gir d'un vehicle
Alguns vehicles, especialment els automòbils, i algunes màquines desplaçables tenen la possibilitat de girar. El diàmetre de gir és el diàmetre més petit que poden efectuar.
Hi ha dos diàmetres a considerar:
- El diàmetre que marquen les rodes. Indica la distància mínima de “carretera” (sense cap obstacle vertical addicional) en la que pot girar un vehicle 180 graus.
- El diàmetre que marca la part del vehicle que sobresurt. Indica la distància mínima entre parets en la que pot girar un vehicle 180 graus.

### Rugositat
La rugositat d'una superfície es defineix a partir de la longitud de les seves irregularitats. Hi ha dos camps d'aplicació principals:
- En el càlcul i dimensionat de sistemes de canonades per a fluids (principalment líquids).[26][27][28]
- En disseny naval, per a calcular la resistència a l'avanç per fregament dels bucs dels vaixells.[29][30]

### Estadi, circuit
Les competicions de velocitat entre humans es disputaven i disputen sobre distàncies determinades: 100 m, 200 m, 1.500 m… La pista que trepitgen els corredors i el mateix recorregut tancat es un estadi. L'estadi fou una de les unitats de longitud més antigues.
Les curses de carros i de cavalls empraven un circuit més gran i més llarg, la pista del qual constituïa la part fonamental d'un hipòdrom.
Les curses de velocitat entre vehicles a motor es practiquen en circuits tancats. La longitud d'un circuit es mesura “per la corda”, per la part interior de la pista. En els velòdroms passa el mateix.
- Algunes proves clàssiques es disputen sobre una distància determinada:
  - Les 500 milles d'Indianapolis
  - Els 1.000 quilòmetres de Nurburgring

### Marató
La marató és una prova d'atletisme. És una cursa de 42,195 quilòmetres, i és la prova que sempre clausura els Jocs Olímpics d'estiu. Està determinada per una longitud.

## Elements geomètrics
Hi ha molts elements geomètrics que cal associar a una longitud.
- Radi
- Diàmetre
- Perímetre
- Circumferència
- Fletxa o sagita

## Parts anatòmiques
El nom d'algunes parts del cos humà está associat a una longitud. Moltes de les primitives unitats de longitud estaven basades en aquestes parts.
- Pam[36][37]
- Forc[38][39][40]
- Dit[41][42]
- Peu[43][44][45]
- Colze[46][47][48]

## Expressions
L'abast dels projectils es va usar durant segles com a indicació aproximada de distància:
- A un tir de pedra[50][51][52]
- A un tir de fletxa[53]
- A un tir de ballesta[54][55]
- A un tir d'escopeta[56][57]